# Юделник
Юдéлник е село в Северна България. То се намира в община Сливо поле, област Русе.

## География
Селото е на 35 км от гр. Русе. Красиво китно селце, сгушено в долчинка и обградено от гори и хълмове.

## История
Селото е разположено между два хълма. От село Тетово бедни селяни носели дърва в град Сливо поле и там ги продавали. Тогава се зародила болест наречена „Чума“. Хората започнали да напускат селата. Качили се на единия хълм но задухал студен вятър и те слезли в дерето и там започнали да живеят.Има данни в държавен архив още от османско робство , че след чумна епидемия , населението се измества на запад от старото си местоживеене.Това е една от версиите само. Сред местното население се разказва за Юдает разбойника , който причаквал  с дружината хора в горите и ги ограбвал.  Много от семействата са преселници от село Гагаля , днес част от с. Николово и Северна Добруджа при бягството им от румънците . В района на село Юделник при селскостопанска дейност са открити части от Римска броня и шлем - златни , които и до днес се съхраняват в Исторически музей в град Русе.Името на село Юделник никога не е променяно и винаги е било това още от създаването му. Пак от данни на държавен архив в град Русе се съди за името на селото , като място богато на вода- Воденлик.Тълкува се и като - Отделник промяна на буква "о" в буква "ю" , тъй като стои малко встрани от населените места в района. Във времето след вторична йотация на буква "в" , се променя на Юделник. Много от къщите, както и училището "Климент Охридски" са построени от камъните - основи на мелници, открити в южната част на селото,както и от римският път преминаващ през землището на село Юделник и стигащ чак до Русчук, днес град Русе. И до днес в южната част на селото избива вода - вероятно при разместване на земните пластове и често причинява срутване на сградите за живеене. Селото има изключително културно наследство под формата на автентични народни песни, знания за света и обичаи. То е пример как християни и мюсюлмани си помагат и живеят задружно. Дълги години в селото не е имало църква, а само джамия. Когато в края на 20 век се строи параклисът " Св. Димитър" с дарения от местното население от християни към тях се включват като средства, материали и майстори и  мюсюлмани. На осветяването на параклиса присъстват и християни и мюсюлмани. Настоятелството на джамията също помага. Днес се празнува събор посветен на светецът Св.Димитър -26.10 от цялото село. Пак по данни от държавен архив град Русе, училището "Климент Охридски", което днес не функционира от 1999 година също е строено от християни и мюсюлмани. В него се събират старото християнско и мюсюлмански училища още през османско робство.

## Религии
Пробладаващата религия е мюсюлманската, както и християнство.

## Обществени институции
- Читалище „Владимир Маяковски“, спортна зала, ритуален дом, кметство.
- Основно училище „Свети Климент Охридски“ – вече е закрито.
- Детска градина - филиал на детска градина в град Сливо поле , която все още функционира към 2024 година.

## Културни и природни забележителности
Паметна плоча с имената на загиналите във войните.чешма дарение.
Паметник на Марин Спасов, който е бил член на РМС (революционен младежки съюз).